# Tarlina
Genre
Tarlina est un genre d'araignées aranéomorphes de la famille des Gradungulidae.

## Distribution
Les espèces de ce genre sont endémiques d'Australie. Elles se rencontrent en Nouvelle-Galles du Sud et au Queensland.

## Liste des espèces
Selon World Spider Catalog (version 24, 12/03/2023) :
- Tarlina daviesae Gray, 1987
- Tarlina milledgei Gray, 1987
- Tarlina noorundi Gray, 1987
- Tarlina simipes Gray, 1987
- Tarlina smithersi Gray, 1987
- Tarlina woodwardi (Forster, 1955)

## Systématique et taxinomie
Ce genre a été décrit par Gray en 1987 dans les Gradungulidae.

## Publication originale
- Forster, Platnick & Gray, 1987 : « A review of the spider superfamilies Hypochiloidea and Austrochiloidea (Araneae, Araneomorphae). » Bulletin of the American Museum of Natural History, vol. 185, no 1, p. 1-116 (texte intégral).